# Holo-(acyl-carrier-protein) synthase
L'holo-[acyl carrier protein] synthase, ou holo-ACP synthase (ACPS), est une transférase qui catalyse la réaction chimique :
Coenzyme A + apo-[acyl-carrier-protein]  {\displaystyle \rightleftharpoons }  adénosine 3',5'-bisphosphate + holo-[acyl-carrier-protein].
Elle utilise le cation de magnésium Mg2+ comme cofacteur. Elle finalise la biosynthèse de l'acyl carrier protein en liant la phosphopantéthéine d'une coenzyme A à un résidu de sérine de l'apoprotéine pour former l'holoprotéine fonctionnelle.